# Banh trang
Bánh tráng, por vezes chamado “papel-de-arroz”, é uma preparação típica do Vietname, um pão-folha tradicionalmente feito com farinha de arroz, cozido em vapor e seco ao ar livre. Este “pão” é quase obrigatório na mesa vietnamita, servindo para acompanhar muitos pratos, ou mesmo como ingrediente de alguns, como os “goi cuon” ou rolinhos-primavera vietnamitas, ou a “salada de banh trang” ou “"banh trang tron"; feita com banh trang partido em pedaços, misturado com manga verde ralada, lula seca picada, um pedaço de ovo semi-conservado e malagueta seca partida, é temperada com “hortelã vietnamita” (ram leaf), sumo de lima ou de cumquat e “sal-de-camarão”. 
Existem pelo menos quatro tipos diferentes de banh trang:
1. Bánh tráng cuốn (banh trang cuon ou bánh tráng Sài gòn), vendida na forma de círculos de massa branca, quase transparente, normalmente com um desenho que tradicionalmente era impresso pelas esteiras de palha de arroz onde estes crepes secavam; este é o tipo usado para enrolar os “goi cuon”, depois de mergulhados em água quente para se poderem enrolar; [2]
2. Bánh tráng nướng (banh trang nuong) são uma espécie de bolachas ou pão-crocante da Escandinávia, normalmente preparadas com sementes de gergelim, ou com açafrão-da-terra, coco ralado ou malagueta seca moída; para se usarem, devem ser primeiro fritas ou assadas num grelhador, até ficarem fofas e crocantes, e são usadas como petisco, ou para companhar saladas, ou outros pratos, como “mi quang”;
3. Bánh tráng le (ou bánh tráng lá chuoi) são uma espécie de apas macias, vendidas dentro de folhas de bananeira, para não secarem; usam-se para fazer à mesa rolos com saladas, peixe, carne, ou outros pratos, que depois são comidos com um molho, como “banh xeo”; podem também ser enroladas e fritas como os rolinhos-primavera chineses; [1]
4. Bánh tráng dẻo (“papel-de-arroz” maleável) ou bánh tráng mỏng (“papel-de-arroz fino) é o tipo feito misturando farinha de arroz e tapioca, ou feitas apenas com tapioca; aquelas que são feitas apenas com tapioca são transparentes como vidro quando secas e, quanto mais arroz têm, mais translúcidas são; usam-se para rolinhos-primavera e mergulham-se em água antes de utilizar, como as de arroz, e mantêm-se macias durante mais tempo, mas são mais difíceis de manipular. [3]